# Colonizzazione degli oggetti transnettuniani

Rappresentazione artistica della Fascia di Kuiper e della Nube di Oort.

La colonizzazione degli oggetti transnettuniani è uno scenario avanzato dal fisico Freeman Dyson nel 1973 come alternativa alla migrazione nei pianeti per una possibile vita umana nello spazio al di fuori della Terra. Negli anni, la proposta dello scienziato anglo-americano di colonizzare gli oggetti transnettuniani (TNO) ha attirato attenzioni sia nella fantascienza che nell'ambito della scienza.

## Posizione geografica
Al di là dell'orbita di Nettuno, nella fascia di Kuiper e nella più remota nube di Oort, esistono miliardi di comete ricche di ghiaccio. Esse possono contenere tutti gli ingredienti per la vita (ghiaccio d'acqua, ammoniaca e composti ricchi di carbonio), incluse significative quantità di deuterio ed elio-3.

## Possibili vantaggi
Dai tempi della proposta di Dyson il numero dei TNO conosciuti è notevolmente aumentato. Anche le grandi  dimensioni di alcuni dei nuovi corpi celesti scoperti sono diventate un argomento a favore della possibile colonizzazione della fascia di Kuiper: pianeti nani come Eris e Makemake potrebbero ad esempio essere possibili candidati per futuri insediamenti umani. La grande distanza dalla zona interna del sistema solare potrebbe farne un possibile rifugio di gruppi marginali rispetto alla società nel suo complesso oppure dediti a ricerche scientifiche illegali nel resto del mondo abitato. Una situazione di questo tipo viene ad esempio prefigurata da Charles Stross nel romanzo del 2008 Saturn's Children, parzialmente ambientato su Eris.
I colonizzatori di questi corpi celesti potrebbero costruire degli habitat rotanti o vivere in spazi scoperti illuminati con reattori a fusione con tempi che andrebbero da migliaia a milioni di anni prima di doversi spostare su un altro oggetto. Dyson e Carl Sagan hanno previsto che l'umanità potrebbe migrare nei sistemi stellari vicini, che hanno nubi simili a quella di Oort, usando questi corpi celesti come lenti vascelli interstellari, con utili risorse naturali, e che queste colonie potrebbero servire anche come stazioni per navi interstellari più piccole e veloci.